# توم ميتكالف (لاعب كرة قاعدة)
توم ميتكالف (بالإنجليزية: Tom Metcalf)‏ هو لاعب كرة قاعدة أمريكي، ولد في 16 يوليو 1940 في أمهرست في الولايات المتحدة.